# Ливийская кухня

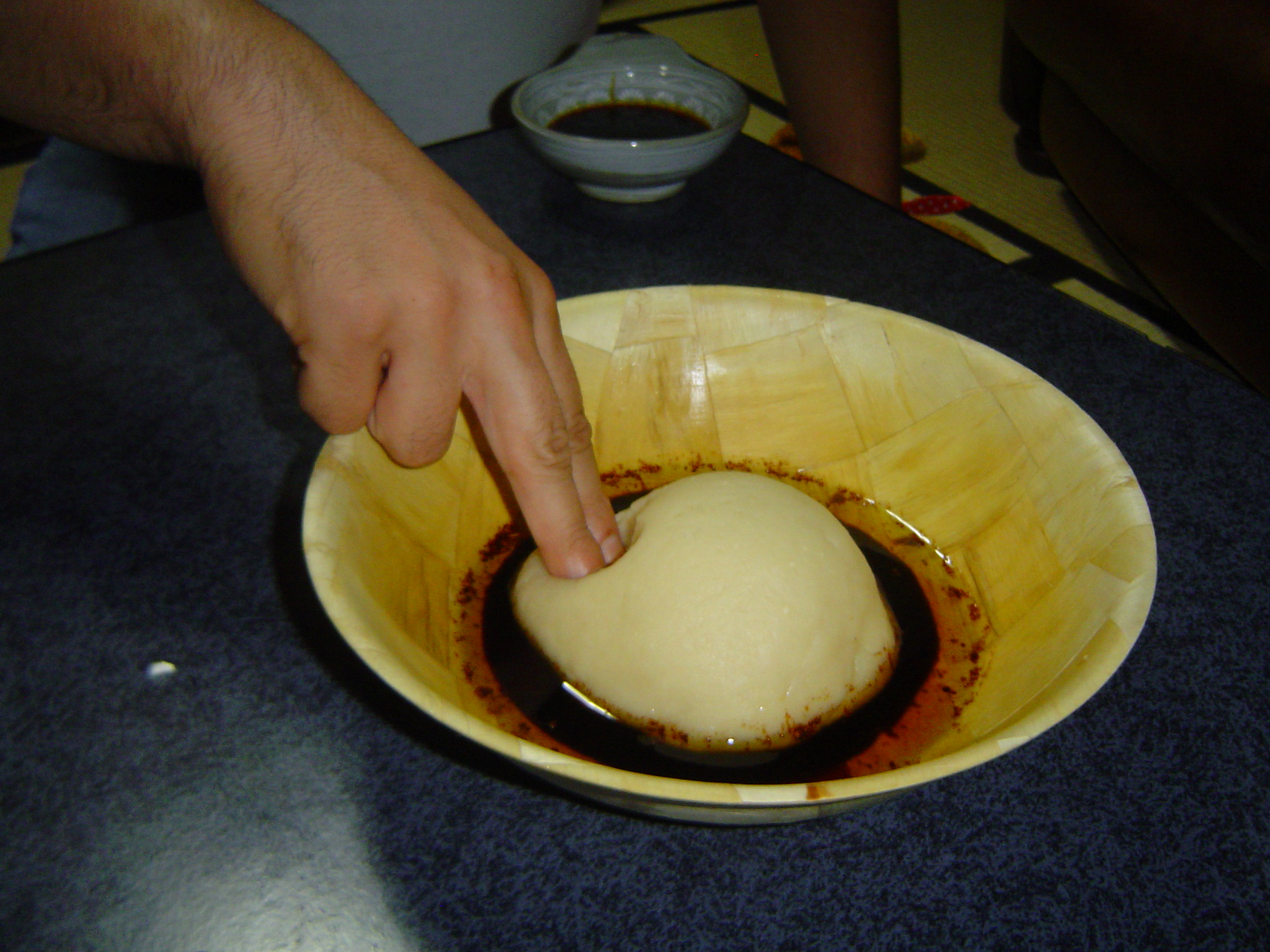
Ливийская асида подаётся с финиковым мёдом и топлёным бараньим топлёным маслом. Традиционный способ есть ливийскую асиду — это есть указательным и средним пальцами правой руки

Ливийская кухня (араб. مطبخ ليبيا‎, Al-Maṭbakh al-Lībīyu; бербер. ⵜⴰⴽⵓⵣⵉⵏⵜ ⵏ ⵍⵉⴲⵓ, Takuzint n Libu) — кулинарные традиции Ливии и населяющих её народов.
Ливийская кухня во многом основана на традициях средиземноморской, североафриканской и берберской кухонь. Одно из самых популярных ливийских блюд — базин, это пресный хлеб, приготовленный из ячменя, воды и соли. Базин готовится путём кипячения ячменной муки в воде, а затем взбивания её для создания теста с использованием маграфа — уникальной палочки, предназначенной для этой цели. Употребление свинины в Ливии запрещено в соответствии с шариатом — религиозными законами ислама.
В Триполи, столице Ливии, на кухню особенно повлияла итальянская кухня. Паста является обычным явлением; доступны многие блюда из морепродуктов. Южно-ливийская кухня более традиционно арабская и берберская. Общие фрукты и овощи включают инжир, финики, апельсины, абрикосы и оливки.

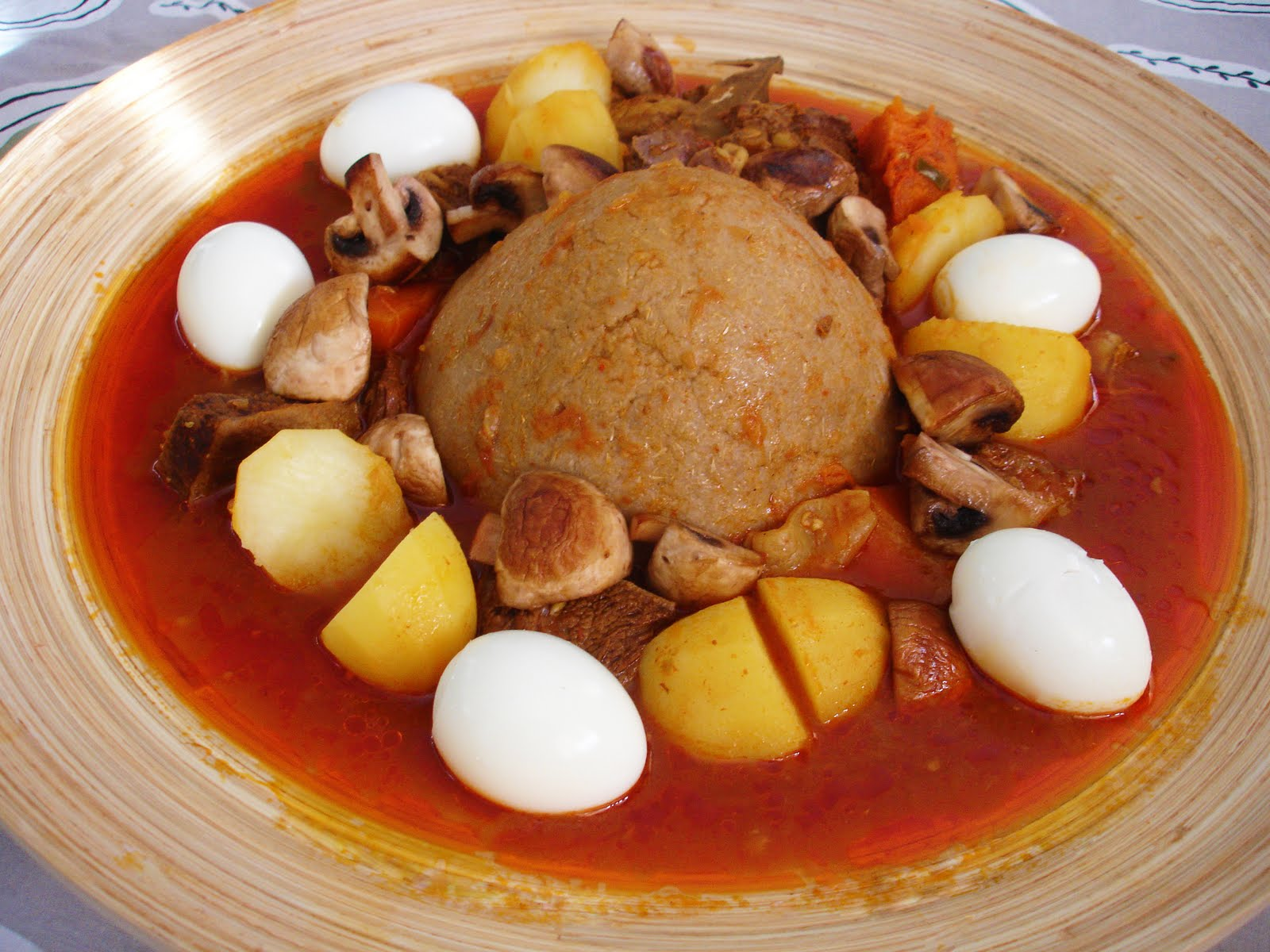
Хлеб базин подаётся с тушеным мясом и целыми яйцами, сваренными вкрутую

## Наиболее распространённые продукты и блюда
Хлеб базин — это обычная ливийская еда, приготовленная из ячменной муки и небольшого количества простой муки, которую кипятят в подсоленной воде, чтобы получилось твёрдое тесто, а затем формируют округлый гладкий купол, помещённый в середину блюда. Соус вокруг теста готовится путём обжаривания нарезанного лука с мясом ягнёнка, куркумой, солью, кайенским перцем, чёрным перцем, пажитником, сладкой паприкой и томатной пастой. Также можно добавить картофель. Наконец, яйца варят и раскладывают вокруг купола. Затем блюдо подаётся с лимоном и свежим или маринованным перцем чили, известным как амсяр. 

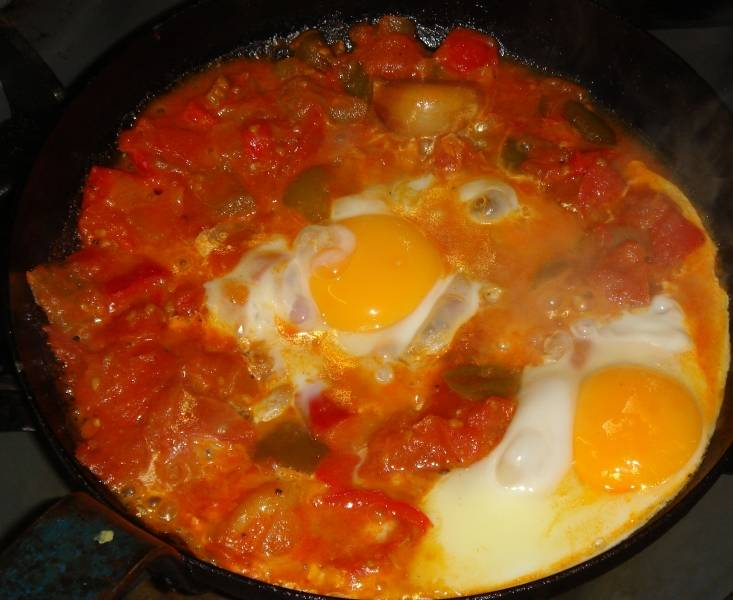
Шакшука

Батата мубаттана (картофель с начинкой) — ещё одно популярное блюдо, которое состоит из обжаренных кусочков картофеля, начиненных пряным фаршем и покрытых яйцом и панировочными сухарями.

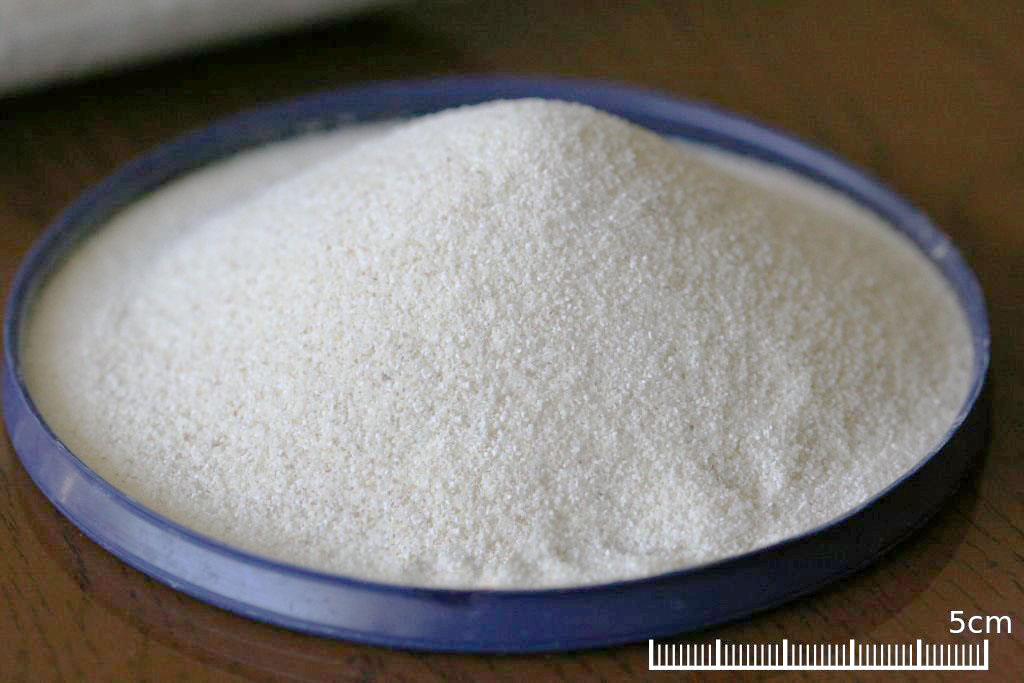
Манная крупа

Дополнительные распространённые продукты и блюда:
- Асида — блюдо из сваренного куска теста из пшеничной муки, иногда с добавлением сливочного масла, мёда (включая финиковый мёд);
- Хлеб[2], в том числе лепёшки;
- Бурек, турноверы[англ.];
- Кускус — североафриканское блюдо из манной крупы;
- Пилпельчума[англ.] (или масир) — острый соус, приготовленный из толчёного сладкого и острого перца и измельченного чеснока;
- Грейба — сдобное печенье[3];
- Харисса — острый соус чили, который обычно едят в Северной Африке. Основные ингредиенты включают перец чили, такой как пири-пири и серрано[англ.], и специи, такие как чесночная паста, кориандр, порошок красного перца чили, тмин и оливковое масло[4];
- Хассаа — тип подливки[3];
- Мхалбия — вид рисового пудинга;
- Баранина — мясо взрослой овцы[2];
- Руб (финиковый мёд, финиковый сироп) — густой тёмно-коричневый, очень сладкий сироп, извлекаемый из фиников или рожкового дерева, который обычно используется вместе с асидой;
- Шакшука — блюдо, которое готовится с использованием выдержанной баранины или вяленого мяса ягнёнка в качестве мясной основы; считается традиционным блюдом для завтрака;
- Шурпа — суп из баранины и овощей с мятой и томатной пастой[2];
- Таджин — ягнёнок со специями и соусом из помидоров и паприки[2];
- Усбан[англ.] — традиционная ливийская колбаса.

### Десерты и напитки
- Макруд;
- Гориба;
- Макрун;
- Друа — ливийский салеп из проса;
- Мафрука;
- Кнафе;
- Холодный пирог или Тирамису;
- Мхалбия;
- Зумита;
- Мхалбия — вид рисового пудинга;
- Ливийский чай[англ.] — густой напиток, который подают в небольшом стакане, часто с арахисом[2]. Также в Ливии доступен обычный американский или британский кофе («Nescafé»), употребляются безалкогольные напитки и бутилированная вода[2]. Мятный чай магриби[англ.] также является популярным напитком.

Все алкогольные напитки запрещены в Ливии с 1969 года в соответствии с шариатом — религиозными законами ислама. Однако нелегально ввезённый алкоголь доступен на чёрном рынке вместе с домашним спиртным напитком под названием Боха. Он часто употребляется с прохладительными напитками в качестве миксера.